# Polska Marynka
Polska Marynka (Marynka Polska, ukr. Польська Маринка, po wojnie Маринівка) – dawna wieś na Ukrainie w rejonie mościskim obwodu lwowskiego. Jej lokalizacja odpowiada miejscu przy samej (wpółczesnej) granicy polsko-ukraińskiej.
Dawniej była to część Bucowa, położona około 2 km na północny-wchód od niego. 1 lipca 1924 zabudowania folwarczne Bucowa utworzyły odrębną gminę jednostkową o nazwie Polska Marynka w powiecie przemyskim. Od 1934 w zbiorowej gminie Stubno.
Po wojnie włączona do Związku Radzieckiego (Ukraińskiej SRR).